# Trion Worlds
Trion Worlds, Inc. (originariamente Trion World Network, Inc.) è una compagnia americana produttrice di videogiochi nel genere MMOs, nello specifico MMORPG e MMORTS. La compagnia è stata fondata nel 2006 da Lars Buttler e Jon Van Caneghem, il quale ha precedentemente lavorato per la NCsoft e lasciato nel 2009 per entrare nella Electronic Arts.

## Storia
La società è stata fondata nel 2006 sotto il nome di Trion World Network, Inc. da Lars Buttler e Jon Van Canegham, in precedenza produttore esecutivo nella società di videogiochi online della Corea del Sud NCsoft. I due hanno lasciato il loro lavoro per perseguire la fondazione di una società in grado di "definire una generazione di intrattenimento interattivo rivoluzionando radicalmente il modo in cui i giochi sono creati, riprodotti e distribuiti".
Dopo la fondazione, la società ha immediatamente iniziato lo sviluppo sulla piattaforma Trion, una tecnologia server attraverso la quale si afferma che sia Trion che "partner esterni" forniranno giochi.
Trion ha anche iniziato a sviluppare presto il suo primo MMORPG, poi intitolato Heroes of Telara, che sarebbe stato rinominato Rift: Planes of Telara, fino a quando è stato rilasciato come Rift nel marzo 2011.
Nel 2011, oltre alla rinomina di Heroes of Telara in Rift: Planes of Telara, Trion World Network, Inc. si è ribattezzata Trion Worlds, Inc..

## Prodotti
| Titolo         | Anno | Piattaforma                              |
| -------------- | ---- | ---------------------------------------- |
| Rift           | 2006 | Windows                                  |
| Defiance       | 2010 | Windows, PlayStation 3, Xbox 360         |
| End of Nations | 2012 | Windows                                  |
| ArcheAge       | 2014 | Windows                                  |
| Trove          | 2015 | Windows, Mac OS, PlayStation 4, Xbox One |
| Devilian       | 2015 | Windows                                  |
| Atlas Reactor  | 2016 | Windows                                  |